# Kryptogenius acericornis
Espèce
Kryptogenius acericornis est une espèce de coléoptères de la famille des Pterogeniidae.

## Répartition et habitat
Cette espèce est décrite d'Inde.

## Taxinomie
L'espèce est décrite en 1992 par les entomologistes Daniel Burckhardt et Ivan Löbl.